# Cladosporium heliotropii
Cladosporium heliotropii är en svampart som beskrevs av Erikss. 1891. Cladosporium heliotropii ingår i släktet Cladosporium och familjen Davidiellaceae.   Inga underarter finns listade i Catalogue of Life.